# Hypomecia jordana
Hypomecia jordana är en fjärilsart som beskrevs av Stertz 1919. Hypomecia jordana ingår i släktet Hypomecia och familjen nattflyn. Inga underarter finns listade i Catalogue of Life.